# 증국화

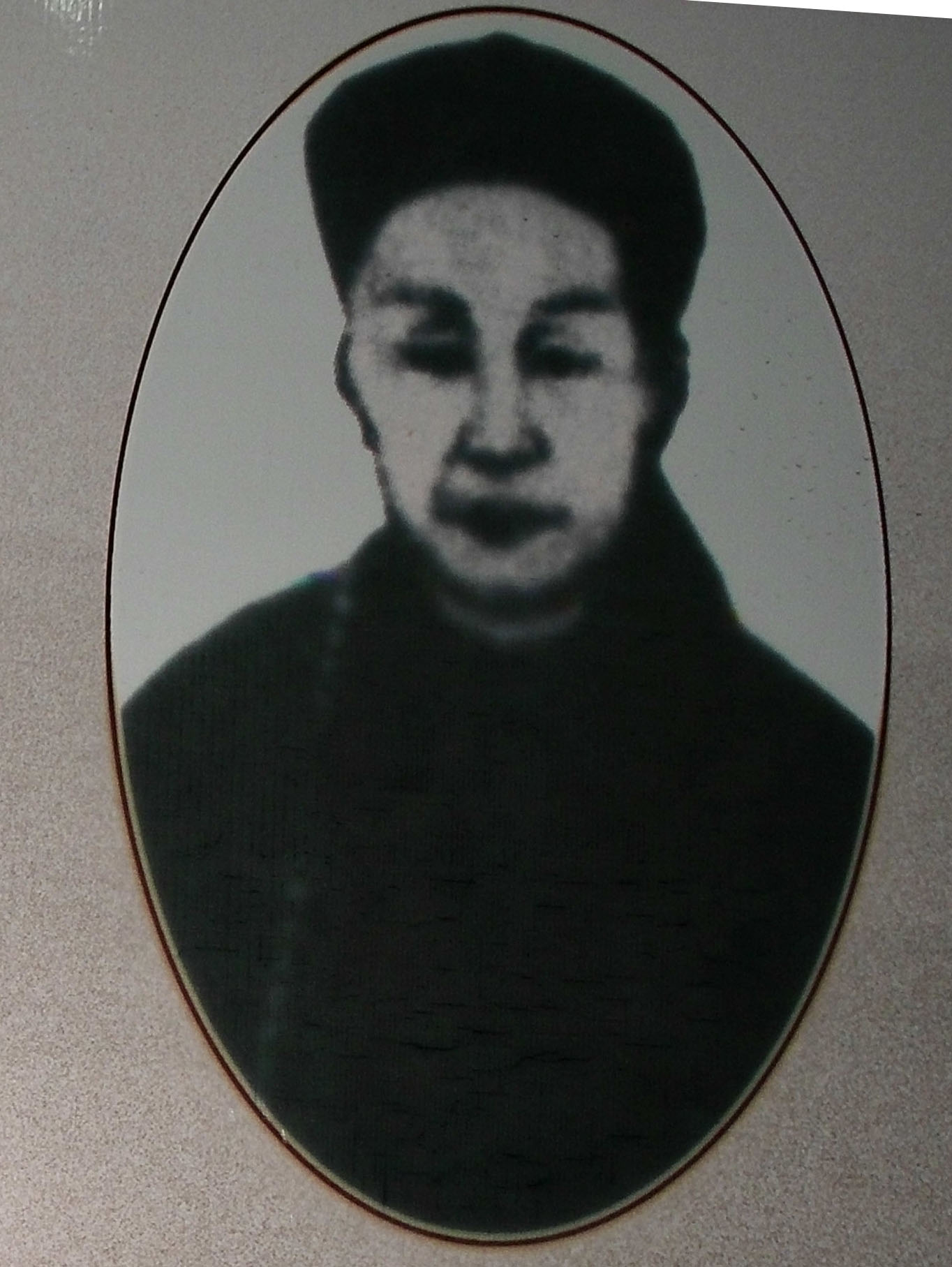

증국화(曾國華, Zeng Guohua, 1822년 7월 4일 - 1858년 11월 15일)는 청나라 말기의 군인이다. 자는 온보(温甫)로 상군 지휘관 증국번의 동생이자, 증국전, 증정간의 동생이다.

## 생애
호남성 상향현 (현재의 쌍봉현 하엽진) 출신이다. 1855년(함풍 5년), 맏형 증국번이 강서성에서 고전하고 있다는 말을 듣고, 호북성에서 군대를 모아 호북 순무인 호림익이 보낸 유등홍, 보승요 등 5천명의 병력과 합류했다. 함녕, 포기, 통성, 신창, 상고를 함락시키고 서주를 포위했다. 유등홍은 성의 남쪽에서, 증국화, 보승요는 성의 북서쪽에서 태평천국군과 싸웠다. 증국번이 와서 협력하여 성을 포위했지만, 아버지의 죽음으로 함께 고향으로 돌아갔다.
그후, 인척 관계에 있는 이속빈을 보좌하는 참모로 일했고, 1858년(함풍 8년)에 안휘성의 태호, 잠산, 동성, 서성, 4개의 현을 함락시켰는데, 삼하 전투에서 패배하면서, 전사했다.

## 같이 보기
- 삼하 전투
- 증국번
- 증국전

## 참고자료
- 청사고, 408권, 열전 195